# Anomis illitoides
Anomis illitoides är en fjärilsart som beskrevs av Heinrich Benno Möschler 1880. Anomis illitoides ingår i släktet Anomis och familjen nattflyn. Inga underarter finns listade i Catalogue of Life.